# Problepsis clemens
Problepsis clemens là một loài bướm đêm trong họ Geometridae.